# Botrydesmus conifer
Botrydesmus conifer är en mångfotingart som beskrevs av Loomis 1964. Botrydesmus conifer ingår i släktet Botrydesmus och familjen Stylodesmidae. Inga underarter finns listade i Catalogue of Life.